# Claus Helmut Drese
Claus Helmut Drese (Aachen, 25 de Dezembro de 1922 - Horgen, 10 de Fevereiro de 2011) foi um administrador de teatro e de ópera da Alemanha.

## Biografia
Claus Drese comandou o teatro de Heidelberg de 1959 até 1962. De 1962 até 1968 ele foi o diretor do teatro estatal Wiesbaden e passou por muitas companhias de teatro da Europa. Em 1968 ele começou seu trabalho em Colônia, onde ele fez sua primeira colaboração com Jean-Pierre Ponnelle. Ele foi chamado para administrar a Ópera de Zurique e ganhou fama mundial com o ciclo de óperas de Monteverdi, conduzidas por Nikolaus Harnoncourt.
Em 1948, o ministro da cultura austríaca, Helmut Zilk, designou Drese como diretor da Ópera Estatal de Viena. Drese começou seu mandato em 1986 e escolheu Claudio Abbado como o diretor musical da Ópera Estatal. Nos cinco anos seguintes, da Ópera Estatal teve um frutífero período. Abbado conduziu novas produções e reviveu outras, como Un Ballo in Maschera, L'Italiana in Algeri, Carmen, Pelléas et Mélisande, Il Viaggio a Reims, Don Carlo, Don Giovanni, Le Nozze di Figaro, entre outras. Ele também iniciou o ciclo das maiores óperas de Mozart.
O engajamento de Drese foi crucial para a companhia e trouxe importantes maestros que nunca tiveram conduzido, como Harnoncourt (com Idomeneo em 1987, Die Zauberflöte em 1988, Die Entführung aus dem Serail e Così fan tutte em 1989), Colin Davis (com Werther e Die Meistersinger von Nürnberg), Seiji Ozawa (Eugene Onegin em 1988, com Mirella Freni e Nicolai Ghiaurov).

## Obras
- Drese, Claus Helmut (1984). Theater, Theater... Vorträge, Aufsätze, Kommentare eines Intendanten. Zürich: Atlantis-Musikbuch.
- Drese, Claus Helmut (1993). Im Palast der Gefühle: Erfahrungen und Enthüllungen eines Wiener Operndirektors. München: Piper.
- Drese, Claus Helmut (1999). aus Vorsatz und durch Zufall: Theater- und Operngeschichte(n) aus 50 Jahren. Köln: Dittrich.
- Drese, Claus Helmut (2002). Nachklänge: fünf Künstlerschicksale; Erzählungen. Köln: Dittrich.